# GUITAR BATTLE WORK SHOP
『GUITAR BATTLE WORK SHOP』（ギター・バトル・ワークショップ）は、オムニバスアルバム。

## 内容
4人の1990年代生まれのギタリストがオリジナルインストを2曲ずつ制作した。本作8曲の楽曲は著作権フリーとなっている。

## 批評
『CDジャーナル』は「ギターは上手くなるとピッキングした時の音の粒立ちが違うのだが、全員そのレベル。どの曲もスティーヴ・ヴァイの新曲のようにも聴こえるが、そんな中でポップな鶴澤夢人が印象に残った」と評した。

## 収録曲
1. Phoenix Breath/森丘直樹
作曲：森丘直樹　編曲：麻井寛史
サンテレビ『カウンセリングバラエティ 古今ドン』オープニングテーマ曲
2. Scarlet Wings/森丘直樹
作曲：森丘直樹　編曲：安部智樹
3. ROCK MAN/北田慧
作曲・編曲:北田慧
4. I remember you/北田慧
作曲・編曲:北田慧
5. EAST WIND/鶴澤夢人（Blanky Pumpkin）
作曲・編曲:鶴澤夢人
6. Razor Rash/鶴澤夢人（Blanky Pumpkin）
作曲・編曲:鶴澤夢人
7. Limit Game/宮崎諒
作曲・編曲:宮崎諒
8. Morning Glow/宮崎諒
作曲・編曲:宮崎諒

## レコーディング参加
- 麻井寛史（Sensation） - ベース
- 畑誠 - ベース